# متلألئة جرداء
متلألئة جرداء (الاسم العلمي:Luzula glabrata) هي نوع من النباتات تتبع جنس المتلألئة من الفصيلة الأسلية.